# ني تيتوابيني
ني تيتوابيني (بالإنجليزية: Nei Tituaabine)‏ ربية الإنبات عند الجلبرتيين. كانت عذراء حمراء الجلد بعينين تلمعان مثل البرق. كان يغازلها زعيم كبير هو أورياريا Auriaria ولكن تواصلهما لم يثمر إنجابا. فلما عرفت ذلك سقطت مريضة وماتت. وبعد دفنها بفترة قصيرة نمت فوق قبرها ثلاث شجرات. ومن رأسها انبثقت شجرة جوز الهند، ومن صرتها خرجت شجرة لوز، ومن عقبيها نشأت أشجار الباندانوس. وهكذا تحولت إلى ربة شجرة واحتفظوا لها بذكراها.